# Långviksträsket
Långviksträsket är en sjö belägen i Långviksträsks naturreservat i Värmdö kommun i Uppland och ingår i Norrström-Tyresåns kustområde. Sjön är 4,9 meter djup, har en yta på 0,0673 kvadratkilometer och befinner sig 26,1 meter över havet. Långviksträsket ligger i Långviksträsk Natura 2000-område. Vid provfiske har abborre, gers och sarv fångats i sjön.

## Delavrinningsområde
Långviksträsket ingår i det delavrinningsområde (657196-698956) som SMHI kallar för Utloppet av Långviksträsket. Medelhöjden är 30 meter över havet och ytan är 0,81 kvadratkilometer. Det finns inga avrinningsområden uppströms utan avrinningsområdet är högsta punkten. Avrinningsområdets utflöde mynnar i havet.